# Pierre Franchi
Pierre Franchi est un réalisateur français né le 30 janvier 1911 dans le 18e arrondissement de Paris et mort à Clamart le 4 juillet 1983.

## Filmographie
Assistant réalisateur
- 1946 : Monsieur Grégoire s'évade de Jacques Daniel-Norman
- 1951 : Atoll K de Léo Joannon
- 1954 : Le Défroqué de Léo Joannon

Directeur de la photographie
- 1946 : Pas si bête d'André Berthomieu

Réalisateur
- 1955 : Les Nuits de Montmartre